# Cameron McGeehan
Cameron Alexander McGeehan (Kingston upon Thames, 6 aprile 1995) è un calciatore inglese naturalizzato nordirlandese, centrocampista del Northampton Town e della nazionale nordirlandese.

## Carriera

### Club
Dopo aver giocato tra la seconda e la quinta divisione inglese, il 6 agosto 2020 è stato acquistato dall'Ostenda, formazione della massima serie belga.

### Nazionale
Ha giocato nelle nazionali giovanili nordirlandesi Under-17, Under-19 ed Under-21.
Esordisce in nazionale maggiore il 23 marzo 2023, subentrando a Conor Washington in occasione della gara vinta 2-0 ai danni del San Marino.

## Statistiche

### Presenze e reti nei club
Statistiche aggiornate al 5 febbraio 2022.
| Stagione        | Squadra         | Campionato      | Campionato | Campionato | Coppe nazionali | Coppe nazionali | Coppe nazionali | Coppe continentali | Coppe continentali | Coppe continentali | Altre coppe | Altre coppe | Altre coppe | Totale | Totale |
| Stagione        | Squadra         | Comp            | Pres       | Reti       | Comp            | Pres            | Reti            | Comp               | Pres               | Reti               | Comp        | Pres        | Reti        | Pres   | Reti   |
| --------------- | --------------- | --------------- | ---------- | ---------- | --------------- | --------------- | --------------- | ------------------ | ------------------ | ------------------ | ----------- | ----------- | ----------- | ------ | ------ |
| gen.-apr. 2014  | Luton Town      | CP              | 18         | 3          |                 | -               | -               |                    | -                  | -                  |             | -           | -           | 18     | 3      |
| gen.-feb. 2015  | Cambridge Utd   | FL2             | 4          | 3          | FACup           | 2               | 0               |                    | -                  | -                  |             | -           | -           | 6      | 3      |
| feb.-mag. 2015  | Luton Town      | FL2             | 15         | 3          |                 | -               | -               |                    | -                  | -                  |             | -           | -           | 15     | 3      |
| 2015-2016       | Luton Town      | FL2             | 41         | 12         | FACup+CdL       | 1+2             | 0+1             |                    | -                  | -                  | FLT         | 1           | 1           | 45     | 14     |
| 2016-2017       | Luton Town      | FL2             | 24         | 10         | FACup+CdL       | 2+2             | 0+1             |                    | -                  | -                  | FLT         | 0           | 0           | 28     | 11     |
| 2017-gen. 2018  | Barnsley        | FLC             | 9          | 1          | FACup+CdL       | 0+1             | 0               |                    | -                  | -                  |             | -           | -           | 10     | 1      |
| gen.-mag. 2018  | Scunthorpe Utd  | FL1             | 13+2       | 0+1        |                 | -               | -               |                    | -                  | -                  |             | -           | -           | 15     | 1      |
| 2018-2019       | Barnsley        | FL1             | 39         | 6          | FACup+CdL       | 3+1             | 0               |                    | -                  | -                  | FLT         | 1           | 0           | 44     | 6      |
| 2019-gen. 2020  | Barnsley        | FLC             | 13         | 2          | FACup+CdL       | 0+1             | 0               |                    | -                  | -                  |             | -           | -           | 14     | 2      |
| gen.-lug. 2020  | Portsmouth      | FL1             | 12+2       | 0          | FACup           | 1               | 0               |                    | -                  | -                  | FLT         | 2           | 2           | 17     | 2      |
| 2020-2021       | Ostenda         | D1              | 20         | 3          | CB              | 1               | 0               |                    | -                  | -                  |             | -           | -           | 21     | 3      |
| 2021-2022       | Ostenda         | D1              | 5          | 0          | CB              | 0               | 0               |                    | -                  | -                  |             | -           | -           | 5      | 0      |
| Totale carriera | Totale carriera | Totale carriera | 217        | 44         |                 | 17              | 2               |                    | -                  | -                  |             | 4           | 3           | 238    | 49     |

### Cronologia presenze e reti in nazionale
| Cronologia completa delle presenze e delle reti in nazionale ― Irlanda del Nord | Cronologia completa delle presenze e delle reti in nazionale ― Irlanda del Nord | Cronologia completa delle presenze e delle reti in nazionale ― Irlanda del Nord | Cronologia completa delle presenze e delle reti in nazionale ― Irlanda del Nord | Cronologia completa delle presenze e delle reti in nazionale ― Irlanda del Nord | Cronologia completa delle presenze e delle reti in nazionale ― Irlanda del Nord | Cronologia completa delle presenze e delle reti in nazionale ― Irlanda del Nord | Cronologia completa delle presenze e delle reti in nazionale ― Irlanda del Nord |
| Data                                                                            | Città                                                                           | In casa                                                                         | Risultato                                                                       | Ospiti                                                                          | Competizione                                                                    | Reti                                                                            | Note                                                                            |
| ------------------------------------------------------------------------------- | ------------------------------------------------------------------------------- | ------------------------------------------------------------------------------- | ------------------------------------------------------------------------------- | ------------------------------------------------------------------------------- | ------------------------------------------------------------------------------- | ------------------------------------------------------------------------------- | ------------------------------------------------------------------------------- |
| 23-3-2023                                                                       | Serravalle                                                                      | San Marino                                                                      | 0 – 2                                                                           | Irlanda del Nord                                                                | Qual. Euro 2024                                                                 | -                                                                               | 67’                                                                             |
| Totale                                                                          |                                                                                 | Presenze                                                                        | 1                                                                               |                                                                                 | Reti                                                                            | 0                                                                               |                                                                                 |

## Palmarès

### Club

#### Competizioni giovanili
- FA Youth Cup: 1

Norwich City: 2012-2013

#### Competizioni nazionali
- Conference Premier: 1

Luton Town: 2013-2014